# Contes de pluie et de lune
Ne doit pas être confondu avec Les Contes de la lune vague après la pluie.
Contes de pluie et de lune (雨月物語, Ugetsu monogatari) est une collection de neuf histoires indépendantes, écrite par Ueda Akinari, publiée en 1776, et adaptée d'histoires chinoises de fantômes.

## Présentation
La première édition date de 1776 , où les 9 histoires sont réparties sur 5 volumes :
- Volume 1 :
  - "Le Pic Blanc" (Shiramine [白峯])
  - "Le rendez-vous des chrysanthèmes" (Kikka no chigiri [菊花の約])
- Volume 2 : 
  - "La maison dans les roseaux" (Asaji ga yado [浅茅が宿])
  - "Carpes telles qu'en songe" (Muo no rigyo [夢応の鯉魚])
- Volume 3 : 
  - "Le rolle oriental" (Buppôsô [仏法僧])
  - "Le chaudron de Kibitsu" (Kibitsu no kama [吉備津の釜])
- Volume 4 :  
  - "L'impure passion du serpent" (Jasei no in [蛇性の婬])
- Volume 5 :
  - "Le capuchon bleu" (Ao zukin [青頭巾])
  - "Discussion sur la misère et la fortune" (Hinpiku-ron [貧福論])

Dans le titre du livre, le terme ugetsu [雨月] désigne, très précisément, le moment où, par temps d'humidité, avant ou après la pluie, la lune apparaît entouré d'un halo flou (« la lune est dans l'eau », dit l'expression française). Dans sa préface, Ueda Akinari explique qu'il a écrit ces contes une nuit de printemps, dans un tel moment. René Sieffert précise aussi que cette « saison et [ces] conditions atmosphériques [sont] particulièrement propices aux manifestations surnaturelles » (Ed. Gallimard/NRF, 2000, note page 197).

## Analyse
Ces contes sont considérés comme une des œuvres les plus importantes de la fiction japonaise du XVIIIe siècle, au milieu de l'époque d'Edo. Les grands moments de la littérature de la période Edo sont normalement associés à la fiction de Ihara Saikaku et aux drames de Chikamatsu Monzaemon dans la période Genroku et à la littérature populaire de Takizawa Bakin dans la période ultérieure Bunka Bunsei. Les Contes de lune et de pluie occupent une place importante mais souvent négligée entre ces deux moments de l'histoire littéraire d'Edo.

### Traductions
- Contes de pluie et de lune (trad. René Sieffert), Gallimard, coll. « Connaissance de l'Orient », 1990 (1re éd. 1776), 238 p.

### Études
- (en) Kengi Hamada, Tales of Moonlight and Rain, New York, Columbia University Press, « About the Author  ».
- (en) Shūichi Katō (trad. Don Sanderson), A History of Japanese Literature: From the Man'yōshū to modern times, New York, Routledge, 1997.
- (en) Donald Keene, World Within Walls: Japanese literature of the pre-modern era, 1600-1867, Holt, Rinehart and Winston, 1976.
- (en) Noriko Reider, « The Emergence of Kaidan-shu: The collection of tales of the strange and mysterious in the Edo period », Asian Folklore Studies, no 60,‎ 2001, p. 79-99.
- (en) Noriko T. Reider, Tales of the Supernatural in Early Modern Japan: Kaidan, Akinari, Ugetsu monogatari, Edwin Mellen Press, 2002.
- (en) Haruo Shirane (dir.), Early Modern Japanese Literature, New York, Columbia University Press, 2002, « Early Yomihon: History, romance, and the supernatural ».
- (en) Mamoru Takata, Tales of Moonlight and Rain, New York, Columbia University Press, 1972, « Ugetsu Monogatari: A Critical Interpretation ».
- (en) Dennis Washburn, « Ghostwriters and Literary Haunts: Subordinating Art to Ethics in Ugetsu Monogatari », Monumenta Nipponica, vol. 1, no 45,‎ 1996, p. 39-74.